# 樋口英明
樋口 英明（ひぐち ひであき、1952年8月11日 - ）は、日本の裁判官である。福井地方裁判所部総括判事や、名古屋家庭裁判所部総括判事等を務めた。

## 人物・経歴
三重県出身。京都大学法学部卒業後、司法修習第35期修了。1983年4月12日、福岡地方裁判所判事補に任官。1985年4月より静岡・宮崎・和歌山・大阪・熊本・名古屋などの地方裁判所・家庭裁判所・簡易裁判所の判事補・判事を歴任。
- 2003年4月1日 - 2009年3月31日 大阪高等裁判所判事
- 2009年4月1日 - 2012年3月31日 名古屋地家裁半田支部長
- 2012年4月1日 - 2015年3月31日 福井地家裁判事部総括判事・福井簡裁判事[1][3]
- 2015年4月1日 - 2017年8月10日 名古屋家裁部総括判事・名古屋簡裁判事[1][3]
- 2017年8月11日 定年退官[1][3]

## 裁判
- 2014年5月21日、関西電力大飯原発3・4号機の運転差し止めを命じる判決を下した。2015年4月14日、福井県と近畿地方の住民ら9人が関西電力高浜原発3・4号機の再稼働差し止めを求めた仮処分申請に対し、住民側の申し立てを認める決定を出した[2]。尚、2015年4月に名古屋家裁に異動だったが、継続審理のために仮処分決定を出した。なお、この差し止めを命じる第一審判決は、控訴審において、2018年7月4日に名古屋高等裁判所金沢支部（内藤正之裁判長）により取り消された[4]。

## 著書
- 『私が原発を止めた理由』（旬報社、2021年） ISBN 978-4845116805
- 『南海トラフ巨大地震でも原発は大丈夫と言う人々』（旬報社、2023年） ISBN 978-4845118304
- 『原発を止めた裁判官による 保守のための原発入門』（岩波書店、2024年） ISBN 978-4000616508
- 『原発と司法 : 国の責任を認めない最高裁判決の罪』 (岩波書店、岩波ブックレット1103、2025年1月)

## 出演
- 映画『原発をとめた裁判長 そして原発をとめる農家たち』劇場公開日2022年9月10日、Kプロジェクト
- 『大竹まこと ゴールデンラジオ!』2025年3月31日、文化放送